# Бесермянское наречие
Бесермянское наречие — одно из наречий удмуртского языка, на котором говорят бесермяне. Является, наряду с северным и южным, одним из трёх наречий удмуртского языка..

## Распространение
Наречие распространено в Юкаменском, Ярском и Балезинском районах Удмуртии.

## История изучения
Начало изучению бесермянского наречия было положено Ю. Вихманном в 1892 году. Он первым из исследователей заметил значительные отличия в языке бесермян и выделил его как особый говор удмуртского языка. В 1930-е годы изучением бесермянского наречия занимался Д. И. Корепанов, он определил его место в системе диалектов удмуртского языка. В 1970 году вышла первая монография по бесермянскому наречию — книга Т. И. Тепляшиной «Язык бесермян».

## Особенности
Бесермянское наречие имеет много общего с северным наречием, но отличается рядом специфических черт. К специфическим чертам бесермянского наречия относятся замена [ӧ] на [э]; отсутствие твёрдых аффрикат [ӝ] и [ӵ] (вместо них употребляются шипящие [ж], [ш], [ӟ] или палатальные [дь], [ть]); переход [ч] в [сь] в середине слова. Специфическим гласным звуком, отсутствующим в других удмуртских наречиях, является [ө], как правило стоящее на месте литературного [ы], но, в отличие от него, являющееся звуком заднего ряда среднего подъёма. Общим для бесермянского и северного наречий является наличие неслогового [ў] вместо литературного [в] в начале слова.

## Письменность
Бесермянское наречие долгое время не имело своей письменности, литературным языком бесермян был удмуртский. В ходе лингвистических экспедиций 2003—2005 и 2009—2017 годов был собран материал для составления бесермянских словарей (изданы в 2013—2017), одновременно составлен и алфавит для его публикации. Алфавит включал следующие буквы: А а, Б б, В в, Г г, Д д, Е е, Ё ё, Ж ж, З з, Ӟ ӟ, И и, Ӥ ӥ, Й й, К к, Л л, М м, Н н, О о, Ӧ ӧ, Ө ө, П п, Р р, С с, Т т, У у, Ў ў, Ф ф, Х х, Ц ц, Ч ч, Ш ш, Щ щ, Ъ ъ, Ы ы, Ь ь, Э э, Ю ю, Я я (буквы Х х, Ц ц, Щ щ встречаются только в заимствованиях из русского). В 2021 году вышла первая книга на бесермянском наречии — сборник рассказов «Вортча мадьёс» (авторы — Вячеслав Ар-Серги и Рафаил Дюкин). В этом издании используется несколько иной вариант алфавита (например, «щ» вместо «сь», также отсутствует буква Ӧ ӧ), а также впервые вводятся и закрепляются нормы бесермянского правописания. В честь выхода этой книги Госсовет Удмуртии в июне 2022 года утвердил «День бесермянской письменности и бесермянского языка», который будет отмечаться 21 октября. Предлагаются и другие варианты бесермянского алфавита — по одному из проектов он должен включать все 38 удмуртских букв, а также дополнительные знаки Ө ө, Ў ў, Ҫ ҫ, Ҙ ҙ (две последних буквы — для отображения мягких вариантов звуков [š] и [ž], которые сейчас отображаются как щ и как зь или з+йотированная гласная соответственно).